# Tintin Poggats Sarri
Tintin Poggats Sarri, född 18 december 2003, är en svensk skådespelare.
Poggats Sarri har bland annat medverkat i filmerna Charter och Avgrunden.

## Filmografi (i urval)
- 2020 – Charter
- 2023 – Avgrunden